# Giro dell'Emilia 1992
Il Giro dell'Emilia 1992, settantacinquesima edizione della corsa, si svolse il 26 settembre 1992 su un percorso di 201 km. La vittoria fu appannaggio dell'italiano Gianni Bugno, che completò il percorso in 4h47'00", precedendo il connazionale Davide Cassani e l'australiano Stephen Hodge.

## Ordine d'arrivo (Top 10)
| Pos. | Corridore        | Squadra               | Tempo    |
| ---- | ---------------- | --------------------- | -------- |
| 1    | Gianni Bugno     | Gatorade-Château d'Ax | 4h47'00" |
| 2    | Davide Cassani   | Ariostea              | a 50"    |
| 3    | Stephen Hodge    | ONCE                  | s.t.     |
| 4    | Heinz Imboden    | Subaru-Montgomery     | s.t.     |
| 5    | Fabian Jeker     | Helvetia              | a 1'10"  |
| 6    | Andrew Hampsten  | Motorola Cycling Team | s.t.     |
| 7    | Laurent Jalabert | ONCE                  | a 1'55"  |
| 8    | Dario Bottaro    | Mercatone Uno         | s.t.     |
| 9    | Cezary Zamana    | Subaru-Montgomery     | s.t.     |
| 10   | Pavel Tonkov     | Lampre-Colnago        | s.t.     |